# Meton
Meton Atenjanin (grč. Μέτων ο Ἀθηναῖος) starogrčki je astronom iz 5. st. pr. Kr.
Meton je pri korigiranju lunarno-solarnog kalendara uveo tzv. Metonov ciklus.